# Het Bosch
Het Bosch is een buurtschap  in de gemeente Bladel in de Nederlandse provincie Noord-Brabant.
De buurtschap is vernoemd naar de weg waaraan het ligt. De weg heet namelijk ook Het Bosch. De buurtschap bestaat uit lintbebouwing. Het Bosch is een agrarische buurtschap.
Vroeger lag hier in de buurt de watermolen op de Groote Beerze genaamd Molen van Wolfswinkel.
Hoofdplaats: Bladel      Dorpen: Casteren · Hapert · Hoogeloon · Netersel

Buurtschappen: Biezenheuvel · Broekenseind · Dalem · De Pan · Egypte · Franse Hoef · Heieind · Heikant · Helleneind · Het Bosch · Heuvel · Hoogcasteren · Landorp · Lemel · Ten Vorsel

Voormalige gemeenten: Bladel en Netersel · Hoogeloon, Hapert en Casteren

Noord-Brabant: Steden en dorpen      Nederland: Provincies · Gemeenten